# Last Week Tonight with John Oliver
Last Week Tonight with John Oliver est une émission satirique de talk-show politique américaine diffusée sur HBO depuis le 27 avril 2014 les dimanches à 23 heures aux États-Unis et au Canada.
Elle est présentée par le comédien britannique John Oliver, qui travaillait précédemment comme faux-correspondant (et hôte temporaire) du Daily Show with Jon Stewart sur Comedy Central, émission avec laquelle Last Week Tonight partage de nombreuses similarités, notamment par leur analyse satirique de l'actualité, de la politique et des médias.
Last Week Tonight se démarque toutefois nettement du Daily Show et d'autres late-night talk-shows américains dans son contenu beaucoup plus concentré sur des sujets socio-politiques que sur des sketchs ou des interviews liés à l'actualité récente.

## Format
Cette section ne s'appuie pas, ou pas assez, sur des sources secondaires ou tertiaires indépendantes du sujet.

Pour l'améliorer, ajoutez-en, ou placez des modèles {{Source secondaire souhaitée}} ou {{Source secondaire nécessaire}} sur les passages mal sourcés. (décembre 2022)
L'émission propose une succession de segments, leur nombre et leur durée étant variable sur un total de trente minutes. Chaque épisode est découpé en un segment principal d'une quinzaine de minutes, constituant le sujet de la semaine, et un ou plusieurs segments secondaires sur des sujets connexes ou différents. Ces segments sont complétés par des clips humoristiques ou des interviews de personnalités.
Last Week Tonight with John Oliver offre, notamment avec son segment principal (dont la durée est supérieure à beaucoup de segments équivalents dans des émissions similaires), une critique journalistico-humoristique et la mise en lumière de sujets dont peu ou pas de téléspectateurs avaient conscience. Le segment principal peut consister en un sujet d'actualité (comme la nomination de Brett Kavanaugh à la Cour suprême des États-Unis) ou un sujet plus général (comme la publicité native sponsorisée dans les médias d'information).
Des éléments récurrents dans les segments sont l'utilisation d'analogies satiriques, de références culturelles, de mascottes costumées, de hashtags inventés, et parfois de guests-stars notamment dans des parodies publicitaires ou clips d'intérêt public.

## Production
Oliver a participé au Daily Show depuis 2006, et a présenté l'émission en l'absence de son hôte Jon Stewart pendant l'été 2013. À la suite de cette expérience, particulièrement bien accueillie par public et critiques, Oliver a annoncé en novembre qu'HBO lui a proposé d'animer son propre late show et qu'il a accepté. Ne désirant pas faire une parodie de journal télévisé, il est le seul présentateur et intervenant principal de l'émission. Le modèle commercial par abonnement de HBO permet également à l'émission de ne pas diffuser de publicités à l'antenne.
L'émission rencontre un gros succès critique pendant les années 2010, et reçoit de nombreux prix dans le milieu des médias. Elle a par exemple remporté vingt Primetime Emmy Awards, deux Peabody Awards; et cinq Writers Guild of America Awards.
Après chaque émission, le segment principal est mis en ligne sur la chaîne YouTube de l'émission, parfois accompagnés de sketchs exclusifs à YouTube mis en ligne lors des semaines où l'émission n'est pas diffusée. Le chaîne de Last Week Tonight compte parmi les chaînes YouTube télévisuelles avec le plus d'abonnés au monde, comptant au printemps 2021 près de 9 millions d'abonnés.

## Épisodes
| Saison | Saison | Épisodes | Début de diffusion | Fin de diffusion |
| ------ | ------ | -------- | ------------------ | ---------------- |
|        | 1      | 24       | 27 avril 2014      | 9 novembre 2014  |
|        | 2      | 35       | 8 février 2015     | 22 novembre 2015 |
|        | 3      | 30       | 14 février 2016    | 13 novembre 2016 |
|        | 4      | 30       | 12 février 2017    | 12 novembre 2017 |
|        | 5      | 30       | 18 février 2018    | 18 novembre 2018 |
|        | 6      | 30       | 17 février 2019    | 17 novembre 2019 |
|        | 7      | 30       | 16 février 2020    | 15 novembre 2020 |
|        | 8      | 30       | 14 février 2021    | 14 novembre 2021 |
|        | 9      | 30       | 20 février 2022    | 20 novembre 2022 |
|        | 10     | 21       | 19 février 2023    | 17 décembre 2023 |
|        | 11     | NC       | 18 février 2024    | en cours         |

## Diffusion internationale
Tous les épisodes sont disponibles sur la plateforme de vidéo à la demande et de rattrapage HBO Go.
L'émission est diffusée sur les chaînes liées à HBO à l'étranger, notamment en Hongrie sur HBO Comedy depuis le 2 mai 2014, en Suède, au Danemark, en Norvège et en Finlande sur HBO Nordic (sv) en streaming, et au Brésil sur HBO Plus. En Australie, elle est diffusée sur The Comedy Channel (en) quelques heures après la diffusion américaine ; au Royaume-Uni, elle est disponible sur la chaîne du satellite Sky Atlantic deux jours après leur diffusion originale ; en Nouvelle-Zélande, elle est présente sur SoHo (TV channel) (en).
En France, l'émission est diffusée depuis sa troisième saison sur OCS City, tous les mardis, à 20h10 en version originale sous-titrée.

## Distinctions

### Récompenses
- Television Critics Association Awards 2015 : meilleure émission d'information
- Primetime Emmy Awards 2016 : meilleure émission de divertissement
- Primetime Emmy Awards 2018 : meilleure émission de divertissement
- Emmy Awards 2019 : Meilleure émission de divertissement